# Laguna Chuntuquí
A  Laguna Chuntuquí  é um lago localizado na Guatemala. Localiza-se no departamento de El Petén, Município de San Andrés.